# Squadra bosniaca di Coppa Davis
La squadra bosniaca di Coppa Davis rappresenta la Bosnia ed Erzegovina nella Coppa Davis, ed è posta sotto l'egida della Teniski Savez Bosne i Hercegovine.
La squadra partecipa alla competizione dal 1996, dopo che il paese ottenne l'indipendenza dalla Jugoslavia il 5 aprile 1992. Il miglior risultato della storia sono i playoff raggiunti nel 2018

## Organico 2024
Vengono di seguito illustrati i convocati per ogni singolo turno della Coppa Davis 2019. A sinistra dei nomi la nazione affrontata e il risultato finale. Fra parentesi accanto ai nomi, il ranking del giocatore nel momento della disputa degli incontri (la "d" indica che il ranking corrisponde alla specialità del doppio).
| Gruppo Mondiale I - Playoff | Gruppo Mondiale I - Playoff                                                                        |
| Bulgaria (3-1)              | Damir Džumhur (147) Nerman Fatić (204) Andrej Nedić (591) Mirza Bašić (643) Tomislav Brkić (340 d) |
| --------------------------- | -------------------------------------------------------------------------------------------------- |

| Gruppo Mondiale I - Turno principale | Gruppo Mondiale I - Turno principale                                                              |
| Taipei cinese (2-3)                  | Damir Džumhur (86) Nerman Fatić (267) Mirza Bašić (579) Andrej Nedić (738) Tomislav Brkić (f.r.*) |
| ------------------------------------ | ------------------------------------------------------------------------------------------------- |

* f.r. = Fuori Ranking

## Risultati
= Incontro del Gruppo Mondiale

### 2010-2019
| Anno | Turno                          | Data             | Sede             | Avversario         | Punteggio | Esito     |
| ---- | ------------------------------ | ---------------- | ---------------- | ------------------ | --------- | --------- |
| 2010 | Gruppo II, 1º Turno            | 5-7 marzo        | Veles (MKD)      | Macedonia del Nord | 3–2       | Vittoria  |
| 2010 | Gruppo II, 2º Turno            | 9-11 luglio      | Tallinn (EST)    | Estonia            | 3–2       | Vittoria  |
| 2010 | Gruppo II, Playoff             | 17-19 settembre  | Oeiras (PRT)     | Portogallo         | 2–3       | Sconfitta |
| 2011 | Gruppo II, 1º Turno            | 4-6 marzo        | Marrakech (MAR)  | Marocco            | 3–2       | Vittoria  |
| 2011 | Gruppo II, 2º Turno            | 8-10 luglio      | Tuzla (BIH)      | Estonia            | 3–2       | Vittoria  |
| 2011 | Gruppo II, Playoff             | 16-18 settembre  | Hillerød (DNK)   | Danimarca          | 2–3       | Sconfitta |
| 2012 | Gruppo II, 1º Turno            | 10-12 febbraio   | Ankara (TUR)     | Turchia            | 3–1       | Vittoria  |
| 2012 | Gruppo II, 2º Turno            | 6-8 aprile       | Minsk (BLR)      | Bielorussia        | 1–4       | Sconfitta |
| 2013 | Gruppo II, 1º Turno            | 1-3 febbraio     | Sarajevo (BIH)   | Lussemburgo        | 4–1       | Vittoria  |
| 2013 | Gruppo II, 2º Turno            | 5-7 aprile       | Mostar (BIH)     | Moldavia           | 1–3       | Sconfitta |
| 2014 | Gruppo II, 1º Turno            | 31 gen. - 2 feb. | Sarajevo (BIH)   | Grecia             | 3–1       | Vittoria  |
| 2014 | Gruppo II, 2º Turno            | 4-6 aprile       | Helsinki (FIN)   | Finlandia          | 3–2       | Vittoria  |
| 2014 | Gruppo II, Playoff             | 12-14 settembre  | Sarajevo (BIH)   | Lituania           | 2–3       | Sconfitta |
| 2015 | Gruppo II, 1º Turno            | 6-8 marzo        | Harare (ZIM)     | Zimbabwe           | 4–1       | Vittoria  |
| 2015 | Gruppo II, 2º Turno            | 17-19 luglio     | Siófok (HUN)     | Ungheria           | 2–3       | Sconfitta |
| 2016 | Gruppo II, 1º Turno            | 4-6 marzo        | Zenica (BIH)     | Tunisia            | 3–1       | Vittoria  |
| 2016 | Gruppo II, 2º Turno            | 15-17 luglio     | Bihać (BIH)      | Turchia            | 3–1       | Vittoria  |
| 2016 | Gruppo II, Playoff             | 16-18 settembre  | Vilnius (LTU)    | Lituania           | 5–0       | Vittoria  |
| 2017 | Gruppo I, 2º Turno             | 3-5 febbraio     | Zenica (BIH)     | Polonia            | 5–0       | Vittoria  |
| 2017 | Gruppo I, Playoff              | 7-9 aprile       | Zenica (BIH)     | Paesi Bassi        | 1–3       | Sconfitta |
| 2018 | Gruppo I, Playoff              | 5-7 aprile       | Bratislava (SVK) | Slovacchia         | 3–2       | Vittoria  |
| 2018 | Spareggi Gruppo Mondiale       | 14-16 settembre  | Nishi-ku (JPN)   | Giappone           | 0–4       | Sconfitta |
| 2019 | Qualificazioni Gruppo Mondiale | 1-2 febbraio     | Adelaide (AUS)   | Australia          | 0–4       | Sconfitta |
| 2019 | Gruppo I, Playoff              | 13-14 settembre  | Zenica (BIH)     | Rep. Ceca          | 2–3       | Sconfitta |

| Anno | Turno                               | Data            | Sede                | Avversario    | Punteggio | Esito     |
| ---- | ----------------------------------- | --------------- | ------------------- | ------------- | --------- | --------- |
| 2021 | Gruppo Mondiale I, Playoff          | 6-7 marzo       | Zenica (BIH)        | Sudafrica     | 3–1       | Vittoria  |
| 2021 | Gruppo Mondiale I, Turno Principale | 17-18 settembre | Lima (PER)          | Perù          | 2–3       | Sconfitta |
| 2022 | Gruppo Mondiale I, Playoff          | 4-5 marzo       | Tunisi (TUN)        | Tunisia       | 3–1       | Vittoria  |
| 2022 | Gruppo Mondiale I, Turno Principale | 16-17 settembre | Široki Brijeg (BIH) | Messico       | 3–1       | Vittoria  |
| 2023 | Qualificazioni Gruppo Mondiale      | 3-4 febbraio    | Stoccolma (SWE)     | Svezia        | 1–3       | Sconfitta |
| 2023 | Gruppo Mondiale I, Turno principale | 16-17 settembre | Mostar (BIH)        | Germania      | 0–4       | Sconfitta |
| 2024 | Gruppo Mondiale I, Playoff          | 3-4 febbraio    | Burgas (BGR)        | Bulgaria      | 3–1       | Vittoria  |
| 2024 | Gruppo Mondiale I, Turno Principale | 17-18 settembre | Taipei (TWN)        | Taipei cinese | 2–3       | Sconfitta |

## Statistiche giocatori
Di seguito la classifica dei tennisti bosniaci con almeno una partecipazione in Coppa Davis, ordinati in base al numero di vittorie. In caso di parità si tiene conto del maggior numero di incontri disputati; in caso di ulteriore parità viene dato più valore agli incontri in singolare; come quarto e ultimo criterio viene considerata la data d'esordio. In grassetto quelli tuttora in attività.

Aggiornato alla Coppa Davis 2025 (Uzbekistan-Bosnia 1-3).
| #  | Tennista         | Singolare | Doppio | Totale |
| -- | ---------------- | --------- | ------ | ------ |
| 1  | Mirza Bašić      | 13-17     | 24-9   | 37-26  |
| 2  | Damir Džumhur    | 24-15     | 2-2    | 26-17  |
| 3  | Tomislav Brkić   | 3-10      | 21-8   | 24-18  |
| 4  | Meride Zahirović | 17-5      | 3-5    | 20-10  |
| 5  | Bojan Vujić      | 8-3       | 8-2    | 16-5   |
| 6  | Aldin Šetkić     | 13-8      | 2-3    | 15-11  |
| 7  | Aleksandar Marić | 6-7       | 7-2    | 13-9   |
| 8  | Harls Basalić    | 7-8       | 5-7    | 12-15  |
| 9  | Ismar Gorčić     | 5-4       | 7-7    | 12-11  |
| 10 | Amer Delić       | 8-3       | 4-3    | 12-6   |
| 11 | Eldar Mustafić   | 5-4       | 5-5    | 10-9   |
| 12 | Igor Račić       | 5-8       | 3-3    | 8-11   |
| 13 | Ivan Dodig       | 3-6       | 4-9    | 7-15   |

| #  | Tennista               | Singolare | Doppio | Totale |
| -- | ---------------------- | --------- | ------ | ------ |
| 14 | Ugljesa Ostojić        | 4-3       | 3-3    | 7-6    |
| 15 | Igor Ibrisbegović      | 5-2       | 1-4    | 6-6    |
| 16 | Nerman Fatić           | 4-5       | 1-2    | 5-7    |
| 17 | Kristian Capalik       | 3-2       | 2-1    | 5-3    |
| 18 | Zlatan Kadrić          | 0-5       | 2-4    | 2-9    |
| 19 | Goran Houdek           | 0-1       | 2-1    | 2-2    |
| 20 | Sinisa Marković        | 1-0       | 1-1    | 2-1    |
| 21 | Vladimir Arapović      | 0-0       | 2-1    | 2-1    |
| 22 | Aljosa Pirić           | 0-0       | 1-2    | 1-2    |
| 23 | Igor Stjepić           | 0-0       | 1-1    | 1-1    |
| 24 | Aleksandar Antonijević | 0-0       | 1-1    | 1-1    |
| 25 | Andrej Nedić           | 0-3       | 0-0    | 0-3    |
| 26 | Darko Bojanović        | 0-1       | 0-0    | 0-1    |

## Andamento
La seguente tabella riflette l'andamento della squadra dal 1990 ad oggi. Le colonne grigie indicano che la squadra non ha preso parte alla manifestazione in quegli anni, in quanto la squadra non esisteva.
| Pos.           | 90 | 91 | 92 | 93 | 94 | 95 | 96 | 97 | 98 | 99 | 00 | 01 | 02 | 03 | 04 | 05 | 06 | 07 | 08 | 09 | 10 | 11 | 12 | 13 | 14 | 15 | 16 | 17 | 18 | 19 | 21 | 22 | 23 | 24 |
| -------------- | -- | -- | -- | -- | -- | -- | -- | -- | -- | -- | -- | -- | -- | -- | -- | -- | -- | -- | -- | -- | -- | -- | -- | -- | -- | -- | -- | -- | -- | -- | -- | -- | -- | -- |
| Campione       |    |    |    |    |    |    |    |    |    |    |    |    |    |    |    |    |    |    |    |    |    |    |    |    |    |    |    |    |    |    |    |    |    |    |
| Finalista      |    |    |    |    |    |    |    |    |    |    |    |    |    |    |    |    |    |    |    |    |    |    |    |    |    |    |    |    |    |    |    |    |    |    |
| SF             |    |    |    |    |    |    |    |    |    |    |    |    |    |    |    |    |    |    |    |    |    |    |    |    |    |    |    |    |    |    |    |    |    |    |
| QF             |    |    |    |    |    |    |    |    |    |    |    |    |    |    |    |    |    |    |    |    |    |    |    |    |    |    |    |    |    |    |    |    |    |    |
| OF             |    |    |    |    |    |    |    |    |    |    |    |    |    |    |    |    |    |    |    |    |    |    |    |    |    |    |    |    |    |    |    |    |    |    |
| Qualificazioni | x  | x  | x  | x  | x  | x  | x  | x  | x  | x  | x  | x  | x  | x  | x  | x  | x  | x  | x  | x  | x  | x  | x  | x  | x  | x  | x  | x  | x  |    |    |    |    |    |
| Gruppo I       |    |    |    |    |    |    |    |    |    |    |    |    |    |    |    |    |    |    |    |    |    |    |    |    |    |    |    |    |    |    |    |    |    |    |
| Gruppo II      |    |    |    |    |    |    |    |    |    |    |    |    |    |    |    |    |    |    |    |    |    |    |    |    |    |    |    |    |    |    |    |    |    |    |
| Gruppo III     | x  | x  |    |    |    |    |    |    |    |    |    |    |    |    |    |    |    |    |    |    |    |    |    |    |    |    |    |    |    |    |    |    |    |    |
| Gruppo IV      | x  | x  | x  | x  | x  | x  | x  |    |    |    |    |    |    | x  |    |    |    |    |    |    | x  | x  | x  | x  | x  | x  | x  | x  | x  | x  | x  |    |    |    |

Legenda
- Campione: La squadra ha conquistato la Coppa Davis.
- Finalista: La squadra ha disputato e perso la finale.
- SF: La squadra è stata sconfitta in semifinale.
- QF: La squadra è stata sconfitta nei quarti di finale.
- OF: La squadra è stata sconfitta negli ottavi di finale (1º turno). Dal 2019 sostituito dal Round Robin.
- Qualificazioni: La squadra è stata sconfitta al turno di qualificazione. Istituito nel 2019.
- Gruppo I: La squadra ha partecipato al Gruppo I della propria zona di appartenenza.
- Gruppo II: La squadra ha partecipato al Gruppo II della propria zona di appartenenza.
- Gruppo III: La squadra ha partecipato al Gruppo III della propria zona di appartenenza.
- Gruppo IV: La squadra ha partecipato al Gruppo IV della propria zona di appartenenza.
- x: Ove presente, la x indica che in quel determinato anno, il Gruppo in questione non è esistito nella zona geografica di appartenenza della squadra.